# منتخب ألمانيا تحت 21 سنة لكرة القدم
منتخب ألمانيا لكرة القدم تحت 21 سنة وهو المنتخب الذي يمثل ألمانيا في بطولة أوروبا تحت 21 سنة لكرة القدم ويقوم اتحاد ألمانيا لكرة القدم بإدارة شؤون هذا المنتخب.

## مقالات ذات صلة
- منتخب ألمانيا لكرة القدم